# Латеритна кірка
Латеритна кірка (кіраса, залізний панцир, ферикрет), (рос. латеритная корка (кираса, железный панцирь, феррикрет), англ. lateritic crust, ferruginous crust, red cap; нім. Lateritkruste f, Eisenkruste f) – щільна порода крупно- та дрібноуламкового складу, рідше пориста, кавернозна, яка складається з кремнезему, глинозему, оксидів та гідроксидів заліза. Складає верхню зону латеритної кори вивітрювання. Утворюється в умовах жаркого клімату при чергуванні сухих та дощових сезонів або у верхній частині самої кори вивітрювання, або за рахунок осадження винесеного глинозему і заліза в пониззя. Потужність – 3 – 5 м, рідше – 10 – 15 м. Л.к. захищає «броньовану» нею ділянку від розмиву у вологі періоди. Так утворюються височини з плоскими вершинами – т.зв. столові гори. Має практичне значення як руда заліза та алюмінію. 